# 2-й Шевченківський провулок (Житомир)
2-й Шевченківський провулок — провулок в Корольовському районі міста Житомира. 

## Характеристики
Розташований на Путятинці. Бере початок з провулка Льотчика Крутеня, завершується на вулиці Героїв Крут. Забудова провулка представлена індивідуальними житловими будинками садибного типу.

## Історичні відомості
До 1950-х років землі за місцем розташування провулка вільні від забудови. Провулок виник наприкінці 1940-х років. Забудова сформувалася у 1950-х роках. Перша назва провулка — 2-й Шевченківський тупик. Отримав чинну назву в 1958 році. До кінця 1980-х років був довшим та брав початок з вулиці Шевченка. В подальші роки внаслідок будівництва багатоповерхівки № 83 ділянка провулка й садиби між нинішніми провулком Льотчика Крутеня та вулицею Шевченка ліквідовані. 